# Botia histrionica
Botia histrionica Blyth, 1860 è un pesce di acqua dolce appartenente alla famiglia Cobitidae ed alla sottofamiglia Botiinae. 

## Distribuzione e habitat
Vive nei torrenti indiani e birmani. Nel fiume Ataran è simpatrico con Botia kubotai; è comune nel bacino del Saluen.

## Descrizione
Presenta un corpo compresso lateralmente, allungato, con il ventre piatto ed il doro incurvato, tipica forma dei pesci che trascorrono molto del loro tempo sul fondo. Attorno alla bocca sono presenti dei barbigli. I giovani di questa specie hanno una colorazione bianca a fasce nere e possono facilmente essere confusi con altre specie di Botia. Da adulti invece presentano una livrea con sfondo bianco o giallastro ed un disegno fatto di zebrature e punti neri irregolari. Le pinne hanno lo stesso colore del corpo e la pinna caudale è profondamente biforcuta. Raggiunge al massimo i 12 cm.

## Biologia

### Comportamento
Vive in banchi anche di 10 esemplari.

### Alimentazione
Ha una dieta molto diversificata, che sebbene sia prevalentemente carnivora, comprende anche vegetali. Si nutre soprattutto di invertebrati acquatici come molluschi, insetti e vermi.

### Riproduzione
È oviparo e la fecondazione è esterna.

## Acquariofilia
Come tutti i Botia può essere allevato in acquario, ma la sua riproduzione non avviene a meno che questa non sia indotta con ormoni.

## Conservazione
La lista rossa IUCN lo classifica come "a rischio minimo" (LC) ma questo pesce è minacciato dal deterioramento del suo habitat causato principalmente dalla deforestazione e dalla raccolta per l'acquariofilia.